# Cycloptilum distinctum
Cycloptilum distinctum är en insektsart som beskrevs av Morgan Hebard 1931. Cycloptilum distinctum ingår i släktet Cycloptilum och familjen Mogoplistidae. Inga underarter finns listade i Catalogue of Life.